# Psylla quadrimaculata
Psylla quadrimaculata är en insektsart som beskrevs av Mathur 1975. Psylla quadrimaculata ingår i släktet Psylla och familjen rundbladloppor. Inga underarter finns listade i Catalogue of Life.